# 1589 en arts plastiques
| Années des arts plastiques : 1586 - 1587 - 1588 - 1589 - 1590 - 1591 - 1592    |
| Décennies des arts plastiques : 1550 - 1560 - 1570 - 1580 - 1590 - 1600 - 1610 |

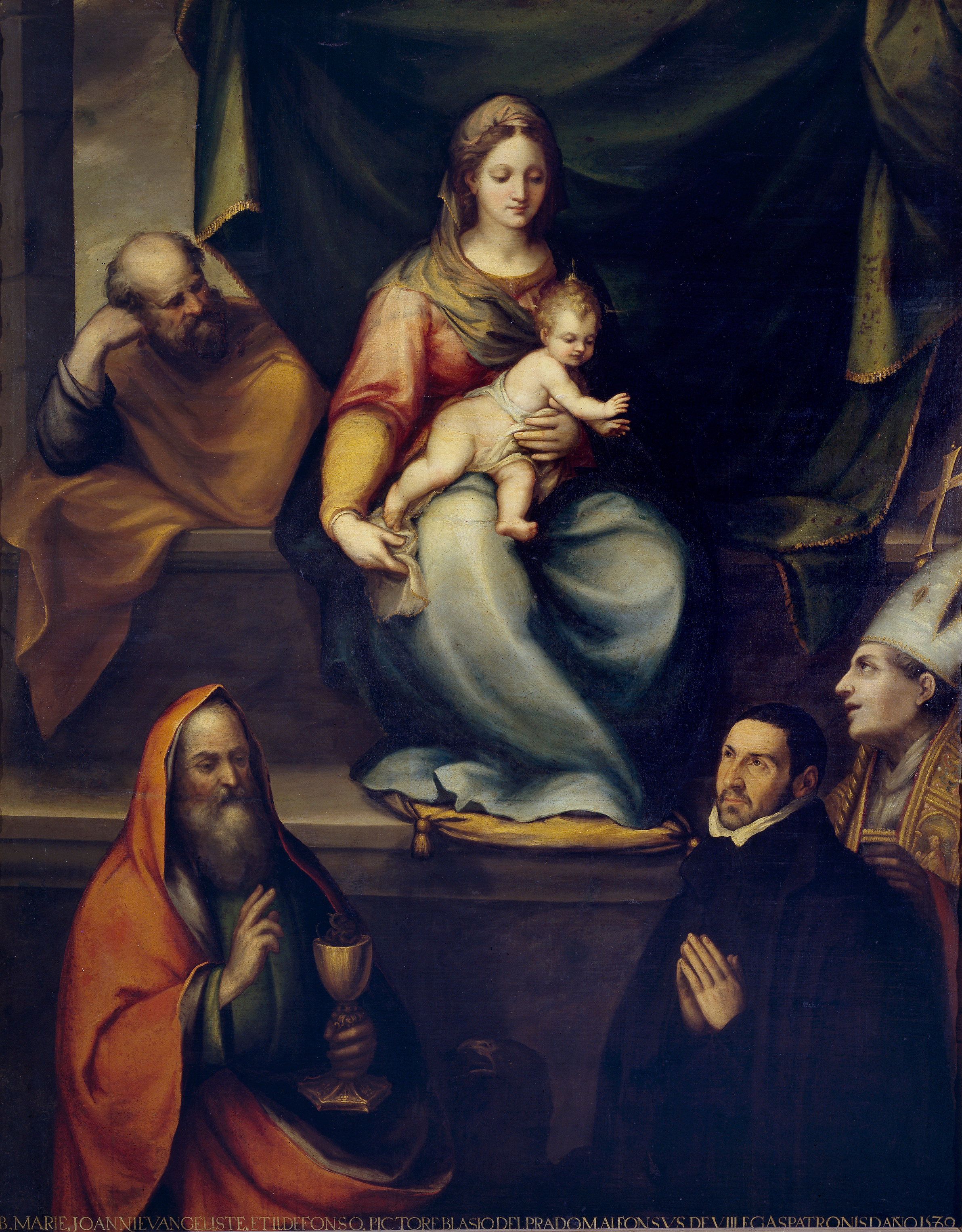
Blas de Prado (1545–1599), La Sainte Famille avec Saint Ildefonse, Saint Jean l'Évangéliste et l'écrivain Alonso de Villegas, huile sur toile 209 cm x 165 cm conservée au Musée du Prado, à Madrid

Cette page concerne l'année 1589 en arts plastiques.

## Naissances
- 15 juin : Simon Guillain, sculpteur français († 1658),
- ? :
  - Bernardino Capitelli, peintre baroque et graveur italien († 1639),
  - Jan Daemen Cool, peintre néerlandais († 24 novembre 1660),
  - Giovanni Francesco Guerrieri, peintre italien († 3 septembre 1657),
  - Johannes Torrentius, peintre néerlandais († 17 février 1644),
  - Adriaen Pietersz van de Venne, peintre, graveur et poète néerlandais († 12 novembre 1662).

## Décès
- 9 novembre : Giuseppe Mazzuoli, peintre maniériste italien (° vers 1536),
- ?
  - Hendrik III van Cleve, peintre paysagiste flamand (° 1525),
  - Pier Paolo Menzocchi, peintre italien de l’école de Forlì (° vers 1532),
  - Quentin Metsys le Jeune, peintre flamand (° 1543).